# Kokoretsi

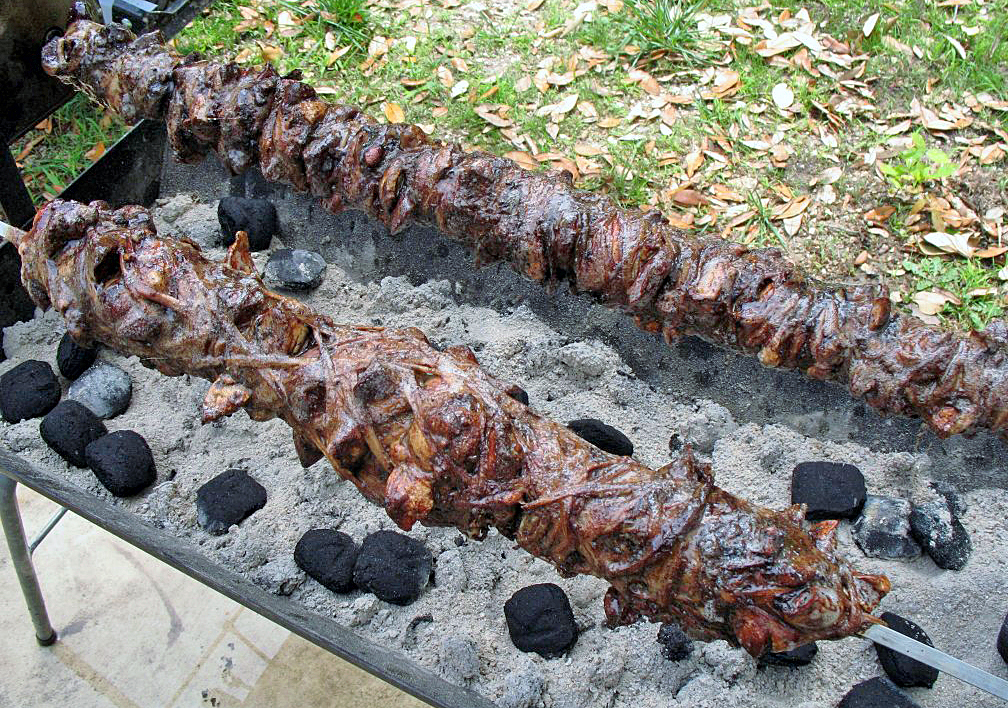
Kokoretsi w tradycyjny grecki sposób przyrządzane nad paleniskiem na rożnie

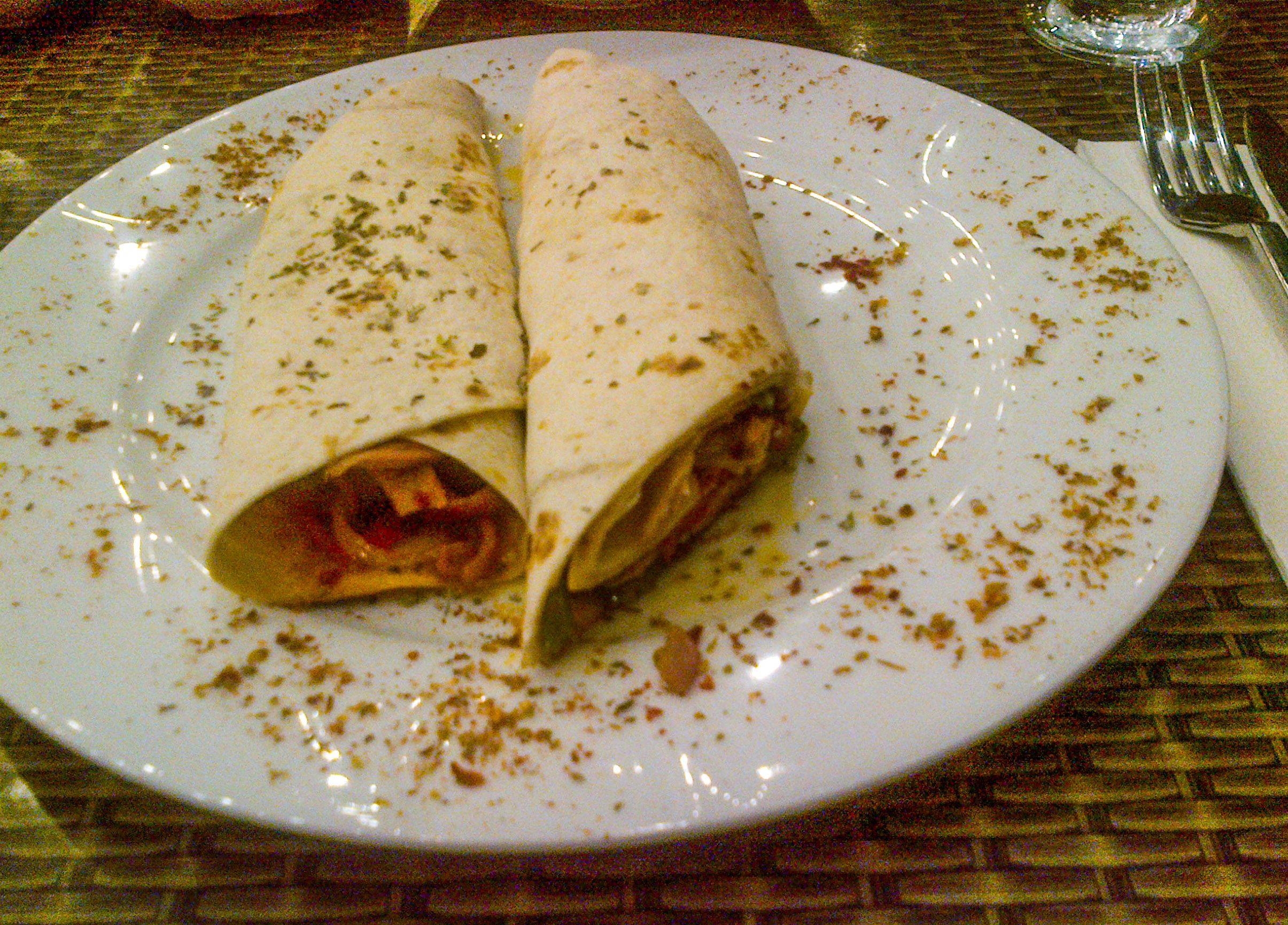
W tureckiej odmianie kokoreç dürüm

Kokoretsi (gr. κοκορέτσι, tur. kokoreç) – danie przekąskowe charakterystyczne dla kuchni greckiej i innych kuchni bałkańskich oraz tureckiej.
Kokoretsi to posiekane kawałki baraniej wątroby, śledziony, serca i innych podrobów, zawinięte we flaki jagnięce z dodatkiem ziół, papryki i cebuli. Całość nadziewana jest na rożen, podobnie jak szaszłyk, i pieczona nad paleniskiem węglowym.
Znane jako tradycyjne danie wielkanocne, ale w lokalach gastronomicznych można je spożywać w ciągu całego roku. Na pomysł tego posiłku zapewne wpływ miały względy oszczędnościowe zubożałych mieszkańców ówczesnej Grecji, którym zależało na wykorzystaniu wszystkich możliwych części ubitego zwierzęcia.
O pochodzeniu i niewyszukanym charakterze tego pożywienia świadczy uwaga podróżującego po Grecji (1897) poety Jeana Moréasa, który określił je jako danie w biwakowym stylu palikarów – powstańców greckich (un mets à la palikare).
Grecka nazwa etymologicznie ma pochodzić od albańskiego kukurec, co z kolei wywodzone jest od słowa „kukurydza” (kukuruza) z języków słowiańskich i bałkańskich. Z kolei późne tureckie użycie zapożyczenia słowa greckiego (1920) znajduje potwierdzenie w twórczości tureckiego klasyka literatury Ömera Seyfettina, wzmiankującego o takim daniu serwowanym przez pewnego Ateńczyka w stambulskiej restauracji.
W kuchni tureckiej kokoretsi podawane jest również w sprzedaży ulicznej jako mięsne danie w pieczywie (yarım ekmek kokoreç) albo mniejsza kanapka – okrawki z rożna zawinięte w naleśniku (kokoreç dürüm).